# Отобојрен
Отобојрен (њем. Ottobeuren) град је у њемачкој савезној држави Баварска. Једно је од 52 општинска средишта округа Унтералгој. Према процјени из 2010. у граду је живјело 8.023 становника. Посједује регионалну шифру (AGS) 9778186.

## Географски и демографски подаци
Отобојрен се налази у савезној држави Баварска у округу Унтералгој. Град се налази на надморској висини од 660 метара. Површина општине износи 56,1 km². У самом граду је, према процјени из 2010. године, живјело 8.023 становника. Просјечна густина становништва износи 143 становника/km².

## Међународна сарадња
| Мјесто | Држава    | Врста сарадње | Од    |
| ------ | --------- | ------------- | ----- |
|        | Француска | партнерство   | 1994. |
| Норча  | Италија   | партнерство   | 1992. |
| Извор  |           |               |       |